# Исправка судског клуподера
„Исправка судског клуподера” је југословенски ТВ филм из 1986. године. Режирао га је Владимир Момчиловић а сценарио су написали Милан Јелић и Славко Лебедински.

## Улоге
| Глумац       | Улога |
| ------------ | ----- |
| Никола Милић |       |